# Lijst van aardbevingen in 2008
De aardbevingen in 2008 hebben bij elkaar ongeveer 70.000 levens gekost. De dodelijkste aardbeving was die in Sichuan, China, met 69.136 doden. Die was met 7,8 op de schaal van Richter ook de krachtigste aardbeving van dat jaar.

## Krachtigste aardbevingen
| Plaats          | Kracht | Datum  |
| --------------- | ------ | ------ |
| Sichuan, China  | 7,8    | 12 mei |
| Zee van Ochotsk | 7,7    | 5 juli |

## Overzicht

### Februari
- 20 - Aardbeving bij Simeulue in Indonesië van 7,3 op de schaal van Richter.
- 25 - Aardbeving bij de Mentawai-eilanden in Indonesië van 7,2 op de schaal van Richter.

### Maart
- 20 - Aardbeving op de grens van de Chinese provincies Xinjiang en Tibet van 7,2 op de schaal van Richter.

### April
- 9 - Aardbeving bij de Loyaliteitseilanden van 7,3 op de schaal van Richter.
- 12 - Aardbeving bij Macquarie-eiland van 7,1 op de schaal van Richter.

### Mei
- 12 - Aardbeving in Sichuan, China van 7,8 op de schaal van Richter. Er vielen 69.136 doden.
- 29 - Aardbeving in IJsland van 6,1 op de schaal van Richter.

### Juni
- 30 - Aardbeving bij de Zuidelijke Sandwich-eilanden van 7,0 op de schaal van Richter.

### Juli
- 5 - Aardbeving in de zee van Ochotsk van 7,7 op de schaal van Richter.
- 19 - Aardbeving ten oosten van Fukushima van 7,0 op de schaal van Richter.

### September
- 29 - Aardbeving bij de Kermadeceilanden van 7,0 op de schaal van Richter.

### Oktober
- 6 - Aardbeving in Kirgizië van 6,6 op de schaal van Richter. Er vielen 75 doden.
- 28 - Aardbeving in het noordwesten van Pakistan van 6,4 op de schaal van Richter, waarbij 215 doden vielen.

### November
- 16 - Aardbeving bij Sulawesi van 7,3 op de schaal van Richter.
- 24 - Aardbeving in de zee van Ochotsk van 7,3 op de schaal van Richter.

1950 ·
1951 ·
1952 ·
1953 ·
1954 ·
1955 ·
1956 ·
1957 ·
1958 ·
1959 ·
1960 ·
1961 ·
1962 ·
1963 ·
1964 ·
1965 ·
1966 ·
1967 ·
1968 ·
1969 ·
1970 ·
1971 ·
1972 ·
1973 ·
1974 ·
1975 ·
1976 ·
1977 ·
1978 ·
1979 ·
1980 ·
1981 ·
1982 ·
1983 ·
1984 ·
1985 ·
1986 ·
1987 ·
1988 ·
1989 ·
1990 ·
1991 ·
1992 ·
1993 ·
1994 ·
1995 ·
1996 ·
1997 ·
1998 ·
1999 ·
2000 ·
2001 ·
2002 ·
2003 ·
2004 ·
2005 ·
2006 ·
2007 ·
2008 ·
2009 ·
2010 ·
2011 ·
2012 ·
2013